# あじさい (RAZZ MA TAZZの曲)
「あじさい」は1997年4月9日にフォーライフ・レコードから発売されたRAZZ MA TAZZの9枚目のシングル。

## 概要
「MERRY-GO-ROUND」に続いて、TBS『COUNT DOWN TV』1997年4･5月度オープニングテーマとなり、20位圏内に入ったランクインした最後の曲である。
解散後に阿久延博と横山達郎で結成したrazz.の1stアルバム『White page』に収録されている。

## 収録曲
（作詞・作曲：RAZZ MA TAZZ／編曲：今井裕,RAZZ MA TAZZ） 
1. あじさい [4:11]
2. ラバーズ コンチェルト [4:01]
3. あじさい（Instrumental） [4:09]